# خط لوله کرپچه-کردکوی
خط لوله کرپچه-کردکوی (انگلیسی: Korpeje–Kordkuy pipeline) یک خط لوله انتقال گاز طبیعی به طول ۲۰۰-کیلومتر (۱۲۰-مایل) است که از میدان گازی کرپچه در شمال اوکارم در غرب ترکمنستان به کردکوی در ایران می‌رسد. ۱۳۵ کیلومتر (۸۴ مایل) خط لوله در ترکمنستان و ۶۵ کیلومتر (۴۰ مایل) در ایران اجرا شده‌است.
در مهرماه سال ۹۵ شرکت ملی نفت ایران تصمیم گرفت خط لوله‌ای را برای تأمین نیاز مناطق دورافتاده شمال ایران احداث کند. این خط لوله در سال ۱۹۹۷ ساخته شد و ۱۹۰ میلیون دلار هزینه داشت. ایران ۹۰ درصد هزینه‌های ساخت‌وساز را تأمین مالی کرد که بعداً با تحویل گاز پرداخت شد. ظرفیت خط لوله ۸ میلیارد متر مکعب (۲۸۰ میلیارد فوت مکعب) در سال است. قطر آن ۱٬۰۰۰ میلیمتر (۳۹ اینچ) است.
این خط لوله در ۲۹ دسامبر ۱۹۹۷ توسط رؤسای جمهور صفرمراد نیازف و سید محمد خاتمی افتتاح شد.